# Los Osos
Los Osos – jednostka osadnicza w USA, w stanie Kalifornia w hrabstwie San Luis Obispo. Według danych z 2010 roku miasto miało 14 276 mieszkańców.